# Muff Potter
Muff Potter ist eine deutsche Band aus Rheine bzw. Münster, die 1993 gegründet wurde. Am 12. Dezember 2009 löste die Band sich nach einer Abschiedstournee auf, ist jedoch seit dem 25. August 2018 wieder öffentlich aktiv. 

## Bandgeschichte

### Anfänge, Stilfindung und Bandname
Muff Potter entstand während der ersten Bandprobe am 9. Mai 1993 in Rheine aus den Bands Sexton and the Frusties, Misplaced Childhood und Aids Dayz. Die beiden ersten Veröffentlichungen – das Demotape Bambule – Kleine Geschichten aus dem großen Knast sowie die erste, selbstbetitelte LP – wurden in der Urbesetzung aufgenommen, bevor zunächst Mongo und kurz darauf Bernd Ahlert die Band verließen.
Der Musikstil, nach ihrer eigenen Definition Angry Pop Music, ist von englischem und amerikanischem Indie-/Punkrock wie Hüsker Dü, Dinosaur Jr., Wipers, The Cure, Leatherface, aber auch von deutschen Bands wie Slime, The Notwist, …But Alive, Boxhamsters oder EA80 geprägt.
Vor allem die Veröffentlichungen aus der Anfangsphase der Band lassen stark auf die damalige enge Verknüpfung zur Punkbewegung schließen. Was Muff Potter jedoch seit jeher von vielen anderen Punkbands unterscheidet, sind ihre tiefgründigen Texte ohne plakative oder stark politisch geprägte Phrasen. Während die Veröffentlichungen bis einschließlich Schrei wenn du brennst fast reine Punkrocksongs waren, wurden auf Bordsteinkantengeschichten bereits viele andere Stileinflüsse deutlich. Beispielhafte Titel der alten Alben sind Das Frozen Man Syndrom, die Unfähigkeit Gefühle zu empfinden, ein Begriff geprägt von Charles Bukowski, mit Samples aus dem Bukowski-Film Barfly oder !!! (1–39), ein nostalgischer Lobgesang auf die Hörspiele Die drei ??? der Kindheit und gleichzeitig eine Abrechnung mit dem, was daraus geworden ist.
Später nutzte die Band auch Streicher oder Tasteninstrumente zur musikalischen Unterlegung. Auf dem letzten Album Gute Aussicht ist mit Mein Freund, das Wrack das wohl spärlichst instrumentierte Muff-Potter-Lied zu finden, das über große Teile lediglich mit einer akustischen Gitarre und einem Akkordeon auskommt. Wohl nicht zuletzt wegen der großen Freundschaft zum Grand Hotel van Cleef und seinen Bands sind Muff Potter ihren Freunden von Kettcar oder Tomte auch musikalisch immer näher gekommen und haben ein immer breiteres Hörerspektrum angesprochen.
Der Name Muff Potter stammt aus Mark Twains Roman Die Abenteuer des Tom Sawyer, in dem ein unschuldig des Mordes angeklagter Landstreicher diesen Namen trägt. Bis 2021 nutzte die Band die eigene Schreibweise muff potter., seitdem wird auf Kleinschreibung und Punkt verzichtet. Auch die charakteristische, schreibmaschinenartige Schrift wurde seitdem aufgegeben. Als starker Kontrast wird nun eine moderne, serifenlose Schriftart  in Versalien genutzt.
Der Name der bandeigenen Plattenfirma, Huck's Plattenkiste, leitet sich aus der Figur Huckleberry Finn ab, ebenfalls ein Charakter aus einem Roman Twains. Auch das ursprüngliche, rustikale und klassisch punkästhetische Logo der Plattenfirma wurde 2022 zugunsten der Darstellung einer stilisierten auf- oder untergehenden Sonne mit darunter platzierter Blockschrift modernisiert.

### Heute wird gewonnen, bitte
Während der Aufnahmen zu Heute wird gewonnen, bitte und der anschließenden Tournee wurde die Band von Jule März als Backgroundsängerin unterstützt, die den Muff-Potter-Songs eine völlig neue Note verlieh. März singt auch das Team-Dresch-Cover Don't Try Suicide, das zusammen mit diversen anderen Coverversionen anderer Interpreten (u. a. Tomte und Tagtraum) auf dem Sampler There Is A Light That Never Goes Out (2004, Dancing In The Dark) erschien. März verließ die Band nach dem Ende der Tour. Im Zuge dieser Tour traten Muff Potter am 5. Juni 2003 während eines Konzertes im Hamburger Hafenklang zum ersten und letzten Mal seit 1994 wieder in Urbesetzung auf. Mit Placebo Domingo wurde zur Heute wird gewonnen, bitte die erste CD-Single der Bandgeschichte veröffentlicht. Gleichzeitig gab es mit dem ersten Videoclip eine weitere Premiere für die Band.

### Huck’s Plattenkiste, Universal undVon wegen
Die Band betreibt seit dem selbstbetitelten Debütalbum mit Huck’s Plattenkiste ihr eigenes Label. Das 2005 erschienene Album Von wegen sowie der 2007 erschienene Nachfolger Steady Fremdkörper wurden jedoch vom (Major-)Label Universal vermarktet. Während Von wegen nur von Universal vertrieben, nicht jedoch finanziert wurde, war Steady Fremdkörper in vollem Umfang von Universal gedeckt. Die Schallplatten erschienen wie bei den Vorgängern nach wie vor bei Huck’s Plattenkiste. Diese neuen Möglichkeiten führten unter anderem dazu, dass mit Alles nur geklaut, dem Eröffnungstitel und erster Singleauskopplung aus Von wegen, nun ein Muff-Potter-Lied Fernsehpräsenz bekam und mehrmals in der Woche auf MTV lief. Im Video zum Lied spielt neben der mit der Band befreundeten Schauspielerin Stella Denis auch der bekannte deutsche Schauspieler Axel Prahl mit, was dem Clip einige Aufmerksamkeit brachte. Denis sprach zudem auf Von wegen in dem Song Born blöd ein Zitat aus T. C. Boyles Kurzgeschichte Sammlerinnen und Jäger, erschienen im Sammelband Fleischeslust. Neben dem Realfilm gibt es zu Alles nur geklaut auch ein Comicvideo, das der Grafiker Arne Kulf – auch bekannt unter seinem Pseudonym AKU! – für die Band entwickelt hat. Dieses Video erschien zusammen mit einem animierten Livemitschnitt einer Lesung Nagels (unter dem Titel Show Me Heaven, Fucking Hell!) auf der Bonus-DVD des Von wegen-Albums. Arne Kulf entwickelte auch diverse andere Designs und Layouts für die Band.
Seit 2005 war die Band Teil des Projektes Kein Bock auf Nazis der Punk-Band ZSK, zu deren Unterstützern auch Die Toten Hosen, Die Ärzte, Donots, Madsen, Julia Hummer und Culcha Candela gehörten. Sänger Thorsten Nagelschmidt äußerte sich in einem Interview mit dem Kölner Stadtanzeiger dahingehend, dass er früher selber in einer Antifagruppierung aktiv gewesen sei und dass er auch illegale Aktionen gegen Rechtsextreme billige.
Im Anschluss an Von wegen veröffentlichte die Band im April 2006 die EP Alles was ich brauch, die neben dem schon auf dem Album enthaltenen Titelsong vier bisher unveröffentlichte Lieder enthält. Das Video zum Song besteht aus Live- und Tourfilmmitschnitten, die mit der Studioversion des Liedes unterlegt sind. Diese EP wurde zeitgleich auch als nur online erhältliche Version Unplugged im Proberaum veröffentlicht. Wenig später wurde mit My Huckleberry Friend eine englischsprachige Version von Von wegen auf dem japanischen Markt veröffentlicht. Auslöser für diese außergewöhnliche Maßnahme war, dass man durch Ingo Knollmann von den Donots und sein Label Solitary Man Records entsprechende Chancen sah, international Fuß zu fassen.

### Steady Fremdkörperund Splitsingles
Während der Visions Spring Tour im April und Mai 2007 stellte die Band erstmals neue Songs aus dem kommenden Album Steady Fremdkörper vor. Die Single Fotoautomat lief bereits vorher in Funk und Fernsehen. Im Rahmen der Promotionarbeiten zum Album war Sänger Nagel neben Daniel Küblböck und Nevio Passaro zu Gast in der Sendung MTV TRL. Dieser Auftritt sorgte unter den Anhängern der Band für gemischte Reaktionen. Eine weitere Promotionsmaßnahme waren die – in Anlehnung an den Songtitel auf Steady Fremdkörper – so genannten Wunschkonzerte, bei denen die Band an drei aufeinanderfolgenden Abenden je ein kostenloses Konzert in einer Bar oder einem Imbiss in Berlin, Hamburg und Münster spielte. Die Konzerte wurden gefilmt und ähnlich wie bereits beim Video zu Alles was ich brauch zu einer Art Livevideo zusammengeschnitten. Die Online-Single Wunschkonzert wurde am 17. September 2007 veröffentlicht.
Gitarrist Dennis Scheider brach sich am 28. Juni 2007 nach dem Besuch eines Kettcar-Konzertes im Skater’s Palace in Münster einen Arm, sodass Muff Potter im Juli 2007 zwei Konzerte zu dritt spielen mussten.
Während der Are you ready, steady Fremdkörper go!-Tour im September und Oktober 2007 lud sich die Band den befreundeten Sänger von Hot Water Music, Chuck Ragan als Vorgruppe ein. Im Zuge der gemeinsamen Konzerte wurde eine auf 2.000 Exemplare limitierte 7"-Splitsingle veröffentlicht, auf der Muff Potter den Chuck-Ragan-Song The Boat sowie Chuck Ragan den Muff-Potter-Song Bring dich doch selbst nach Haus bzw. nun See Yourself To The Door covern. Während dieser Konzerte kam es täglich dazu, dass Nagel während eines Songs zu Chuck Ragan auf die Bühne ging, um mit ihm gemeinsam zu singen, während Chuck Ragan im Gegenzug zu Muff Potters Interpretation von The Boat die Bühne enterte, um einzustimmen.
Hot Water Music und Muff Potter hatten bereits im Jahr 2003 eine gemeinsame Split-Single mit je einem Song (Hotfilter von Muff Potter, Seein' Diamonds von Hot Water Music) veröffentlicht, die im Rahmen des zehnjährigen Bestehens des Münsteraner Mailorders Green Hell bei dem Geburtstagsfestival im Skater’s Palace an alle Besucher kostenlos verteilt und danach über mehrere Jahre immer wieder sporadisch im Green-Hell-Sortiment angeboten wurde.
Sänger Nagel veröffentlichte im Frühling 2008 ebenfalls eine gemeinsame 7"-Single mit Chuck Ragan mit dem Namen Snapshot, auf der beide zwei komplett neue Songs im Duett singen. Die Single erschien auf klarem/durchsichtigen Vinyl.

### Geburtstagskonzerte und Die Ärzte-Tour
Nachdem die Band nach den letzten Konzerten zum Album Steady Fremdkörper im November 2007 eine längere Pause angekündigt hatte, veranstaltete sie anlässlich des fünfzehnjährigen Bandbestehens bereits im Mai 2008 schon wieder eine erneute Tour, die den Namen Weisheit und Demenz trug. Die Tour führte die Band nach Berlin, Hamburg, Kaiserslautern, Münster und Jena. In Kaiserslautern spielte die Band dabei genau an ihrem fünfzehnten Geburtstag, während es in Münster zum erneuten Zusammentreffen mit Hot Water Music kam. Die Geburtstagstour wurde durch vier Trailer angekündigt, vor den Auftritten wurde jeweils ein längerer Geburtstagsfilm gezeigt.
Im Juni des gleichen Jahres spielten Muff Potter bei sechs Konzerten der Jazzfäst-Tour der Die Ärzte im Vorprogramm. Dies war nach einem gemeinsamen Konzert in Losheim am 26. Juni 2004 bereits die zweite Einladung als Vorband. Neben den Geburtstags- und Supportshows spielten Muff Potter 2008 lediglich drei Festivals – eines davon zum ersten Mal seit Jahren nur wenige Kilometer von ihrer Heimatstadt Rheine entfernt – sowie ein Benefiz-Konzert für das Hamburger Molotow und ein Konzert als Vorband für Kettcar in der Großen Freiheit 36, während dessen der Refrain für Die Party ist vorbei, dem ersten vorgestellten Song des folgenden Albums, für eine spätere Verwendung auf dem fertigen Album aufgenommen wurde.

### Gute Aussichtund Auflösung
Im Februar 2009 spielte die Band drei Konzerte in Wiesbaden, Leipzig und Dortmund, um bereits ein paar neue Stücke vorzustellen (Ich und so, Die Party ist vorbei). Das Konzert im Dortmunder Freizeitzentrum West (FZW) war gleichzeitig das letzte Konzert, das dort stattfand, denn das FZW wurde danach abgerissen und an anderer Stelle neu errichtet. Muff Potter spielten am 11. September 2009 auch das erste Konzert im neuen FZW.
Nachdem der Song Blitzkredit Bop bereits im Vorfeld auf MySpace zu hören war, veröffentlichten Muff Potter am 30. März 2009 das Video zu dieser ersten Single. Das dazugehörige siebte Album trägt den Titel Gute Aussicht und erschien am 17. April 2009. Da der Vertrag mit Universal nicht verlängert wurde, erschien Gute Aussicht wieder komplett über Huck's Plattenkiste. Das Album erschien als CD und LP mit beigelegtem Downloadcode für den Download im AIFF-Format. Das Album ist nach vielfältiger Meinung rauer als die bei Universal erschienenen und knüpft so an ältere Veröffentlichungen an, weist aber auch viele sehr ruhige und massenkompatible Passagen auf. Textlich orientiert es sich oft an dem im Februar 2007 veröffentlichten Buch Wo die wilden Maden Graben von Songwriter Nagel. Die Zeile „Doch steckt er fest in seinem Schützengraben / Dann fressen ihn die wilden Maden“ in Eiskunstlauf ohne Ton bezieht sich beispielsweise zum einen auf den auf der ersten LP veröffentlichten Song Mein Schützengraben sowie auf den Titel von Nagels Roman. Die Erstauflage der LP-Version ist auf gelbem Vinyl gepresst, auf 1.000 Stück limitiert und war recht schnell ausverkauft. Die folgenden Auflagen sind auf schwarzem Vinyl gepresst.
Im Frühling 2009 spielten Muff Potter eine verhältnismäßig kurze Tour zum Album, bevor sie den Sommer für ausgedehnte Festivalbesuche nutzten. Am 28. Juli 2009 gab die Band ihre Auflösung bekannt. Die Trennung war bereits seit 2007 geplant, wurde wegen des zu feiernden Bandgeburtstages im Jahr 2008 und den folgenden Konzertanfragen jedoch verdrängt und vergessen.

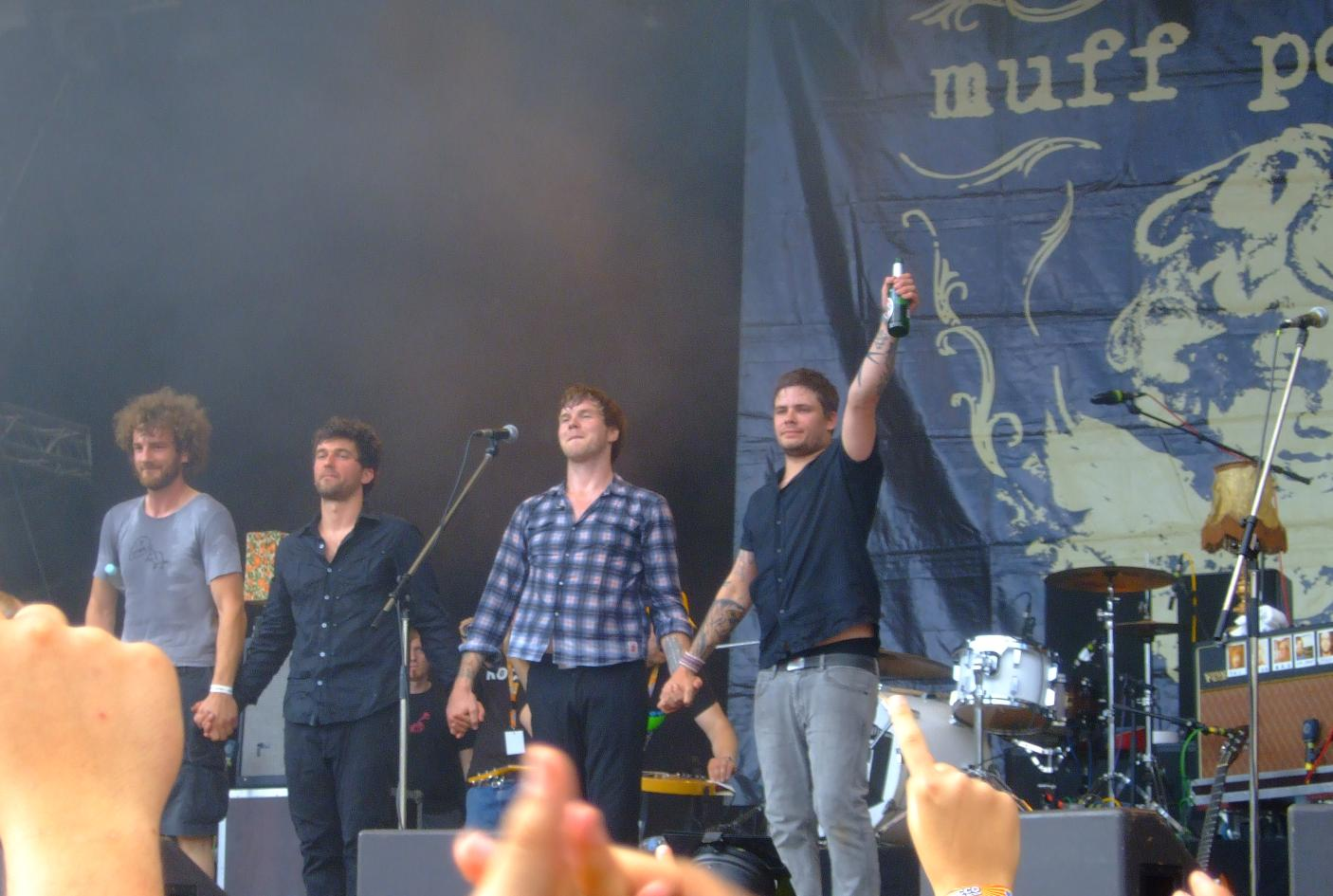
Muff Potter beim Rocco-del-Schlacko-Festival 2009. V. l. n. r.: Brameier, Scheider, Nagelschmidt, Laurenz

Am 14. August 2009 spielte die Band sowohl ihren letzten Festival- als auch ihren letzten Open-Air-Auftritt beim Rocco-del-Schlacko-Festival in Püttlingen.
Am 19. August 2009 gab die Band die Termine ihrer im Dezember stattfindenden Abschiedstournee bekannt, die am 12. Dezember 2009 mit dem letzten Konzert in der Sputnikhalle in Münster die Bandgeschichte beenden sollte. Da das Konzert in der Sputnikhalle sehr bald ausverkauft war, wurde es in das nahegelegene Jovel verlegt. Vorher kam es im Zuge der anstehenden Europatour von Hot Water Music Ende November während zwei Konzerten in Köln und Wiesbaden zum erneuten Zusammentreffen der langjährigen Weggefährten. Zur Alles war schön und nichts tat weh-Abschiedstour wurde die auf 1.000 Stück limitierte 7"-Single Auf wiedersehen veröffentlicht, die auf der A-Seite das gleichnamige EA80-Cover enthält. Die B-Seite enthält eine neue, langsamere und abgespeckte Version von 22 Gleise später, das nun 23 Gleise später heißt. Der Text beider Fassungen ist identisch.
Das vorerst letzte Konzert von Muff Potter am 12. Dezember 2009 endete mit dem Lied 100 Kilo.

### Re-Union seit 2018 und neues AlbumBei aller Liebe
Im Anschluss an eine Lesung von Nagel, der seit der Veröffentlichung seines dritten Romans Der Abfall der Herzen nur noch als Thorsten Nagelschmidt auftritt, im Berliner Festsaal Kreuzberg am 22. Februar 2018 spielten Nagelschmidt, Brameier und Laurenz drei Lieder ohne ihren Gitarristen Dennis Scheider, der von Felix Gebhard vertreten wurde. Von einer Wiedervereinigung der Band wollte nach dem Auftritt allerdings niemand sprechen. Am 25. August traten Muff Potter in Vollbesetzung auf dem Jamel rockt den Förster Festival auf. 2019 spielten sie 13 Einzelkonzerte und waren auf sechs Festivals vertreten. Im August bzw. November 2019 spielten sie außerdem jeweils bei zwei Konzerten von Kettcar respektive Hot Water Music im Vorprogramm. Die weitere Zukunft der Band blieb zunächst offen.
Während der COVID-19-Pandemie veröffentlichte die Band erstmals nach elf Jahren neue Musik: am 8. April 2020 erschien die Single Was willst du digital auf dem bandeigenen Label Huck's Plattenkiste. Der neue Song ist Ergebnis einer Session im Dezember 2019, bei der die Band herausfinden wollte, „[...] ob wir noch zusammen neue Musik machen können oder wollen.“ Ein Album wurde zunächst nicht explizit angekündigt, die Band intensivierte aber mit neuen Auftritten auf Social-Media-Plattformen ihre öffentliche Präsenz. Über diese gab Dennis Scheider am 14. Juli 2021 sein endgültiges Ausscheiden aus der Band bekannt.
Anfang 2022 begann die Band, mit Posts auf Instagram zunächst sowohl ihren neu eingerichteten YouTube-Kanal zu bewerben als auch neue Musik anzuteasen, ehe sie am 22. März mit Bei aller Liebe ihr erstes Studioalbum seit über 13 Jahren ankündigte. Das Album erschien am 26. August 2022 in verschiedenen Formaten auf Huck's Plattenkiste. Im Herbst desselben Jahres folgt eine ausgiebige Tour durch 13 Städte in Deutschland und Österreich. Die erste Single Ich will nicht mehr mein Sklave sein erschien am 25. März, wobei der Titel wie der der zweiten Single Flitter & Tand einem Song entlehnt ist, den Nagelschmidt bereits 2012 mit seiner Soloband Nagel, zu der auch Dominic Laurenz gehörte, mit größtenteils anderen Texten und Arrangements aufgeführt hatte. In dem Song Hammerschläge, Hinterköpfe verwendet die Band die Melodie und eine Textzeile des Lieds Ich will Spaß von Neue-Deutsche-Welle-Sänger Markus von 1982. Der Titel des Songs Hammerschläge, Hinterköpfe ist ein Zitat aus dem Roman Kachelbads Erbe, der im August 2019 im Verlag Hoffmann und Campe erschien, des Sängers und Schriftstellers Hendrik Otremba der Post-Punk-Band Messer.
Am 30. März 2025 gab die Band bekannt, das ihr ehemaliger Gitarrist am 29. März 2025 im Alter von 47 Jahren nach kurzer, schwerer Krankheit verstorben war.

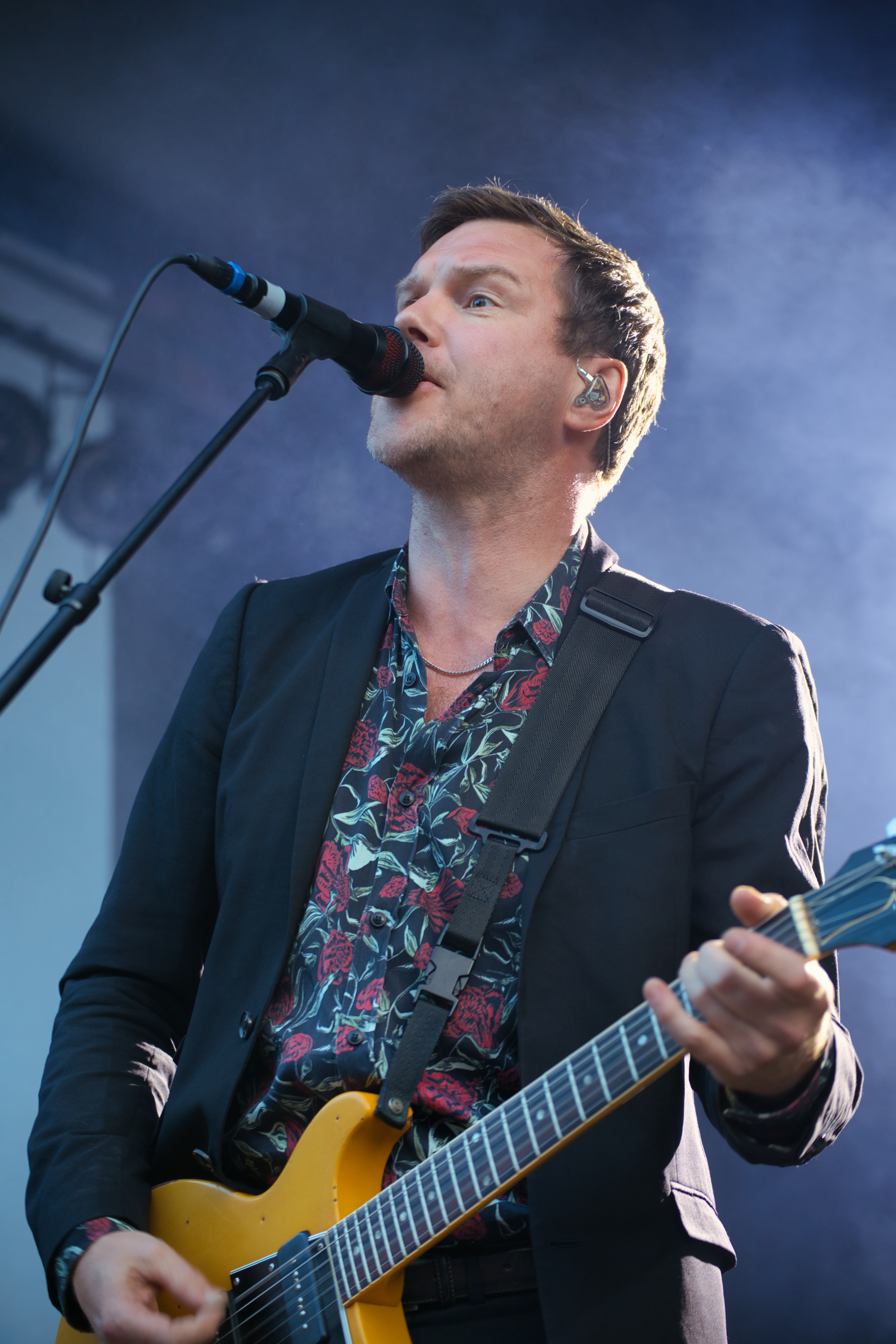
Thorsten Nagelschmidt
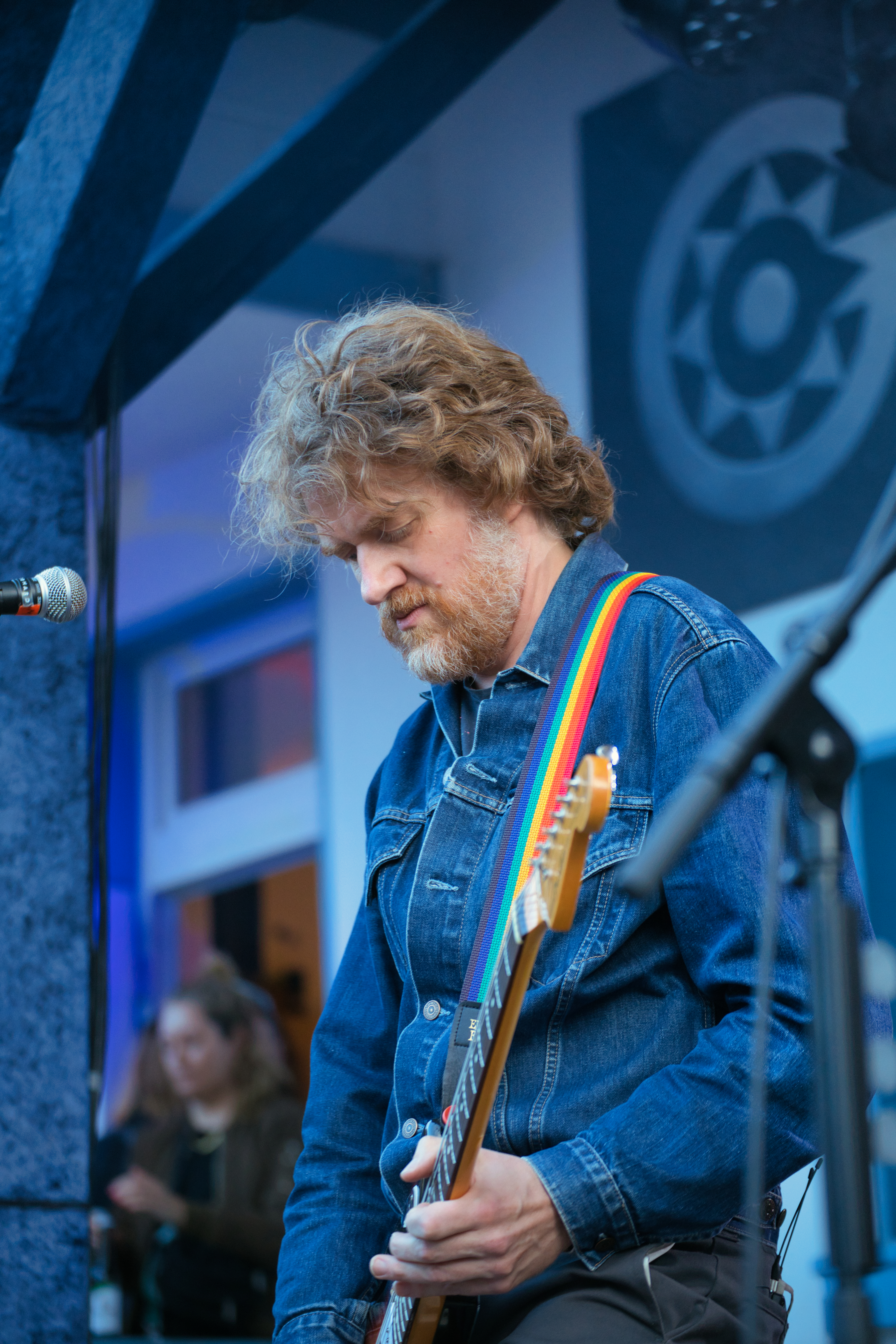
Felix Gebhard
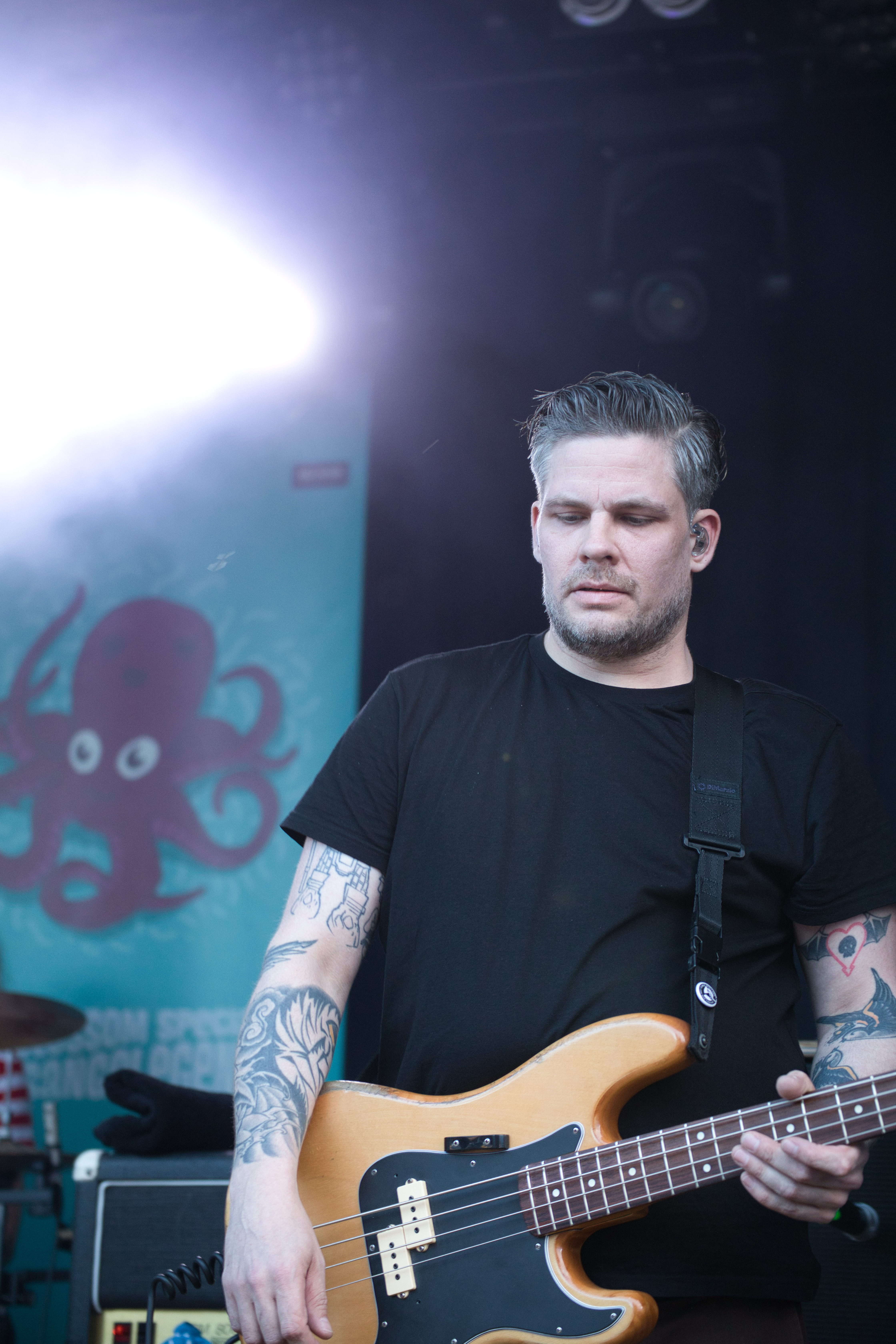
Dominic Laurenz
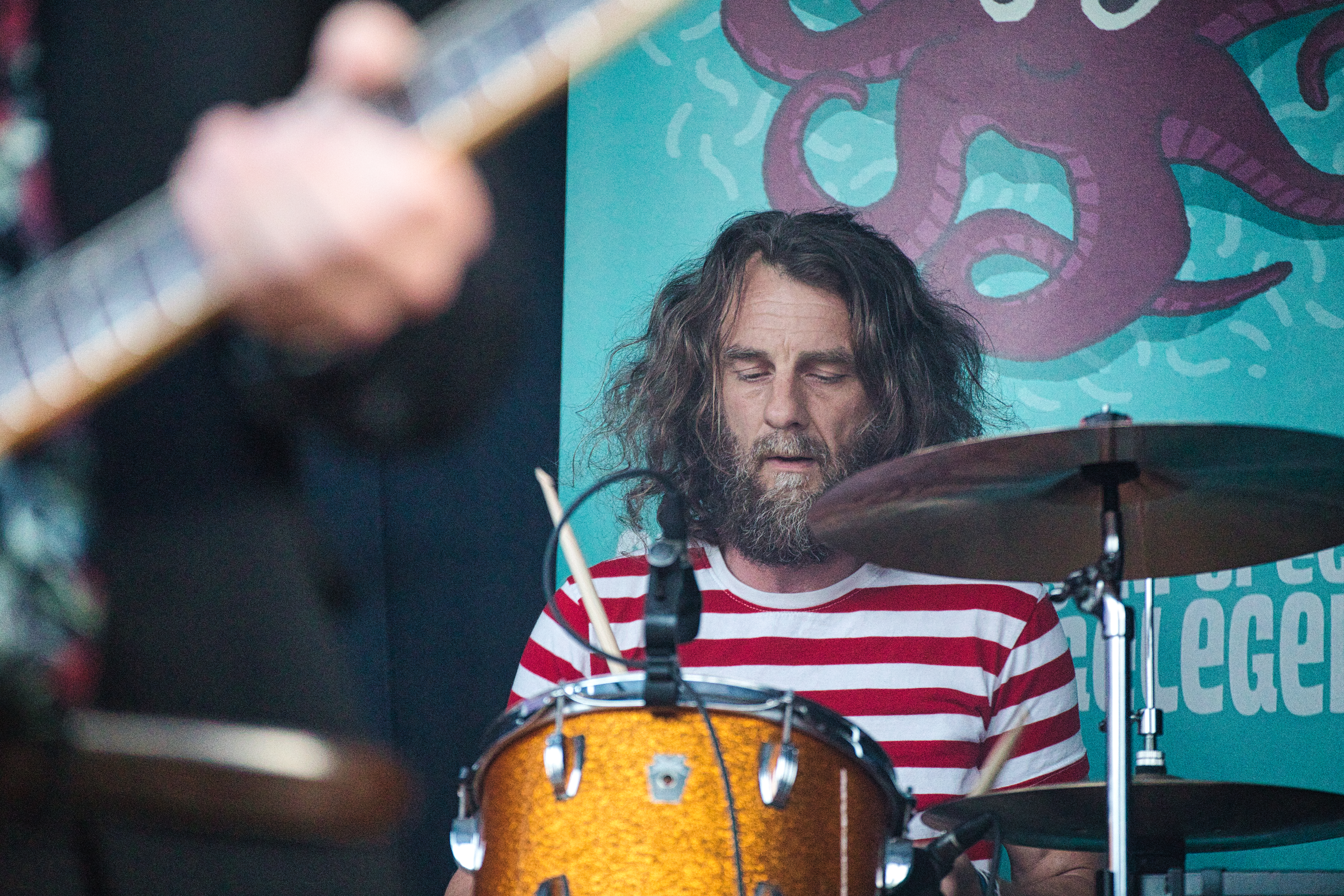
Thorsten Brameier

## Diskografie

### Alben
- 1994: Bambule – Kleine Geschichten aus dem großen Knast (Demotape)
- 1996: Muff Potter (LP)
- 1997: Schrei wenn du brennst (LP/CD)
- 2000: Bordsteinkantengeschichten (LP/CD)
- 2003: Heute wird gewonnen, bitte (LP/CD)
- 2005: Von Wegen (LP/CD)
- 2006: My Huckleberry Friend (CD)
- 2007: Steady Fremdkörper (LP/CD)
- 2009: Gute Aussicht (LP/CD)
- 2022: Bei aller Liebe (LP/CD)

### Compilations
- 2018: Colorado (LP/CD) – B-Seiten und Samplerbeiträge

### Singles und EPs
- 2000: The Potthoff EP (7" EP)
- 2003: Placebo Domingo (CD Single)
- 2003: Muff Potter/Hot Water Music (7" Split-EP) – Green Hell Records
- 2005: Allesnurgeklaut/Punkt 9 (7" Single)
- 2006: Alles was ich brauch (CD EP)
- 2006: Alles was ich brauch – Unplugged im Proberaum (iTunes EP)
- 2007: Fotoautomat  (CD Single)
- 2007: Wunschkonzert (Download Single)
- 2007: Muff Potter/Chuck Ragan (Split 7") – Limitiert auf 2.000 Stück
- 2009: Blitzkredit Bop (Download Single)
- 2009: Auf meiner Fussmatte (Steht „Welcome“) (7" Single) – Limitiert auf 500 Stück
- 2009: Niemand will den Hund begraben (Download Single)
- 2009: Auf wiedersehen (7" Single) – Limitiert auf 1.000 Stück
- 2020: Was willst du (Download Single)
- 2022: Ich will nicht mehr mein Sklave sein (Download Single)
- 2022: Flitter & Tand (Download Single)[33]